# Legatus
Als Legatus (aus dem lateinisch legare für „gesetzlich verfügen“ oder „jemanden von Amts wegen absenden“ entlehnt; verwandt mit legal, vergleiche auch Delegation) wurden im antiken Rom verschiedene politische Amtsträger bezeichnet.

## Legaten als Gesandte
Legaten (Gesandte) übernahmen seit republikanischer Zeit die außenpolitische Vertretung Roms, insbesondere außerhalb Italiens. Zehn Legaten (decem legati) konnten eine Kommission bilden, die einen römischen Feldherrn bei Friedensverhandlungen beriet. In der Kaiserzeit waren die Legaten mit weitreichenden Vollmachten ausgestattete Befehlshaber und Vertreter des römischen Kaisers in den Grenzprovinzen.

## Legaten als Stellvertreter und militärische Befehlshaber
Legatus bezeichnete ferner einen hochgestellten Assistenten für einen Magistrat oder Feldherrn, der außerhalb Roms tätig war. Legaten im letzteren Sinne waren in republikanischer Zeit insbesondere auch als Unterfeldherrn tätig, wodurch sich die populäre, aber nicht korrekte (da Legaten keine Berufsoffiziere waren) Gleichsetzung mit dem modernen Dienstgrad eines Generals erklären lässt. In der späten Republik erhielten sie oft ein eigenes Imperium – also (wörtlich) ein Herrschaftsgebiet oder auch (übertragen) einen Zuständigkeitsbereich.
In der Kaiserzeit gab es drei Arten von Legaten im senatorischen Cursus honorum: 
- Der legatus Augusti pro praetore verwaltete im Auftrag des jeweiligen Kaisers, der durch sein imperium proconsulare nomineller Statthalter war, eine römische Provinz, wozu auch das Kommando über die dort stationierten Truppen gehörte. Das Amt wurde von ehemaligen Prätoren oder (in Provinzen, in denen mehrere Legionen stationiert waren) Konsuln ausgeübt.

- Der legatus legionis befehligte eine Legion in den Provinzen, in denen mehrere von ihnen stationiert waren (in Provinzen mit nur einer Legion übernahm dies der legatus Augusti pro praetore). In der Regel war er ebenfalls ein ehemaliger Prätor.

- Der legatus proconsulis war ein Hilfsbeamter für den Statthalter (Prokonsul) einer senatorischen Provinz.

## Legaten im Mittelalter und der römisch-katholischen Kirche
Nach dem Vorbild der römischen Gesandten wurden im Mittelalter auch Gesandte anderer Herrscher als Legaten bezeichnet, etwa kaiserliche Gesandte (legatus imperatoris). Päpstliche Legaten waren bevollmächtigte Gesandte des Papstes, die seit dem frühen Mittelalter bis in die Neuzeit hinein eine wichtige Rolle für die Durchsetzung der päpstlichen Autorität in kirchlichen und weltlichen Belangen spielten.